# Frühgeschichtliche Siedlungsformen
Als frühgeschichtliche Siedlungsformen werden die Orts- und Flurformen der Vor- und Frühgeschichte in einem Begriff zusammengefasst. 

## Beschreibung
Für die vorfeudale Zeit sind allgemeine Aussagen zu den mitteleuropäischen Ortsformen nur in geringem Umfang anzutreffen. Für eine sichere Aussage sind dazu vollständig ausgegrabene Siedlungen dieser Art erforderlich. In Bezug auf die Flurformen sind solche Ausgrabungen abgesehen von wenigen Ausnahmen wie den Celtic Fields schwer möglich. 
Sowohl Orts- als auch Flurnamen sind von den Produktionsverhältnissen abhängig. Nur bei genauer Untersuchung dieser Arten ist eine Zuordnung bestimmter Formen zueinander machbar. Weitere Faktoren bieten die historische und geographische Situation. Bei ungeregelter Wechselwirtschaft mit vorwiegender Viehhaltung besteht die Neigung zur Ausbildung von individuell bewirtschafteter Blockfluren, die mit Kleinformen der Wohnplätze (Einzelhöfe, Weiler) ausgestattet sind. Dauerackerbau auf kleinen Flächen, der durch ausgedehnte Viehhaltung mit Wald- und Hutungsheide verbunden ist, tendiert zur Langstreifenflur, die ebenfalls mit Kleinsiedlungen verbunden ist. (Drubbel, Esch). Bei zunehmendem Getreideanbau und starker Bevölkerungsvermehrung entwickelt sich die genossenschaftlich bestellte Gewannflur, die mit großen Orten (z. B. Haufendorf) verbunden ist.
In Europa entsprechen die genannten Stufen auch der wirtschaftlichen Gesamtentwicklung, die durchgängig von überwiegender Viehzucht zu einem Vorherrschen des Ackerbaus führte. In vorfeudaler und feudaler Zeit sind im germanischen wie im slawischen Gebiet fast nur Blockfluren anzutreffen. Diese wurden nur allmählich durch Langstreifenfluren ergänzt. Dadurch entstand eine Verbindung von verstärktem Getreidebau und einer Erweiterung der landwirtschaftlichen Nutzfläche. Es kam zu einer Parzellierung der Äcker und einer Vergrößerung der Orte. Zunächst im fränkisch-alemannischen Gebiet nachweisbar ist seit der Karolingerzeit die Gewannflur, die ihre volle Ausbildung jedoch erst im Mittelalter erreichte. Damit steht sie entgegen älteren Auffassungen nicht am Anfang, sondern am Ende einer Entwicklung.
Bei den Ortsformen Mitteleuropas lässt sich in großen Zügen eine Entwicklung vom Weiler über andere, hauptsächlich in frühfeudaler Zeit entstandene Kleinformen mit anklingender Plangestaltung wie Gassen-, Sackgassen- und Zeilendörfern zu ausgereiften Planformen der hochmittelalterlichen Kolonisation (Angerdörfer, Straßendörfer, Rundlinge) nachweisen. Hinzu kommen geographisch bedingte Sonderformen wie Waldhufen. In den Altsiedelräumen führte die Erweiterung der bestehenden Ortschaften zum regellosen Haufendorf.

## Formen

### Celtic fields
Celtic Fields ist eine englische Bezeichnung und Terminologie für Reste rechteckiger bzw. quadratischer Ackerfelder der Bronze- und Eisenzeit. Die im Gelände noch sichtbaren Spuren bestehen in wall- oder grabenartigen Einhegungen und bilden somit zugleich Feldbegrenzungen, auch als terrassenförmig angelegte Felder üblich. Oft bilden sie netzartige Flursysteme, die gelegentlich mit gleichzeitigen Hüttengrundrissen verbunden sind. Celtic fields sind nicht an die Verbreitung keltischer Stämme gebunden. Ihre Form u. a. durch die Art des verwendeten Pfluggerätes und durch das Arbeitssystem bedingt ist, sind wichtige Quellen der Siedlungs-, Wirtschafts- und Sozialgeschichte. So werden die im Gelände sichtbaren Relikte urgeschichtlicher Ackerfluren in Nordwesteuropa, die von den nordöstlichen Niederlanden über Schleswig-Holstein bis Jütland sichtbar sind und Einblicke in die Betriebsweise der damaligen Bodenbearbeitung gestatten, in Dänemark als Oldtidsagre bezeichnet, in den Niederlanden heißen sie Raatakkers. Niedrige Erdwälle oder Terrassen bilden die Begrenzungen zwischen den 1000 bis 2000 m² großen, vorwiegend rechteckigen Ackerparzellen. Die meisten Oldtidsagren gehören den letzten Jahrhunderten vor unserer Zeitrechnung an, ein geringerer Teil dem 1. und 2. Jahrhundert.

### Hutungsheide, Hutewald
Als Hutungsheide oder Hutewald werden Bereiche zum Weiden des Viehs bezeichnet.

### Drubbel
Ein Drubbel ist eine weilerartige Siedlungsform in Nordwestdeutschland, mit der Eschflur verbunden. Als Esch oder Eschflur wird die nordwestdeutsche Langstreifenflur bezeichnet, bei der Grassoden aufgebracht werden, die so genannten Plaggen (abgeschälter Rasen), die zu einer allmählichen Erhöhung der einzelnen Äcker führte. Der Plaggenauftrag diente auch der Düngung. Seit der Karolingerzeit nachweisbar, diente sie dem immerwährenden Getreidebau und war mit der Ortsform des Drubbel verbunden. 

### Gewannflur
Ein Gewann, auch Zelge genannt, ist eine Gruppe beieinander liegender, meist streifenförmiger Ackerstücke, aus denen jede Bauernstelle des Dorfes Anteil hatte. Die Gewann bildeten die Grundelemente der feudalzeitlichen Gewannflur. Diese wurde in Gewanne aufgeteilt und in einer Dreifelderwirtschaft betrieben. Die Gewannflur ist ein Produkt des Feudalismus, deren Bildung ist also eher dem Mittelalter zuzuordnen, nicht der vorfeudale Zeit der ländlichen Siedlungs- und Wirtschaftsform. In der Regel ist diese Wirtschaftsform mit der Bildung von Haufendörfern und anderen Großformen (Straßen- und Angerdörfer) verbunden. Gewannfluren finden sich in vielen anderen Teilen der Welt, nicht nur im europäischen Raum.